# Piestrzenica jasnożółta

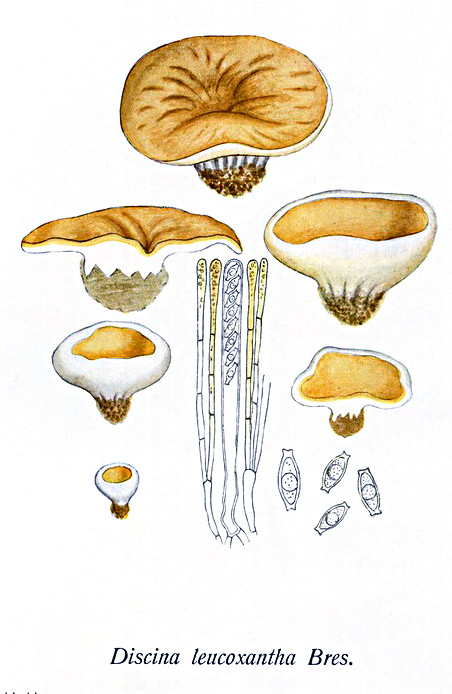

Piestrzenica jasnożółta (Gyromitra leucoxantha (Bres.) Harmaja) – gatunek grzybów z rodziny krążkownicowatych (Discinaceae).

## Systematyka i nazewnictwo
Pozycja w klasyfikacji według Index Fungorum: Gyromitra, Discinaceae, Pezizales, Pezizomycetidae, Pezizomycetes, Pezizomycotina, Ascomycota, Fungi.
Po raz pierwszy opisał go w 1882 r. Giacomo Bresàdola, nadając mu nazwę Discina leucoxantha. Obecną, uznaną przez Index Fungorum nazwę nadał mu w 1969 r. Harri Harmaja, przenosząc go do rodzaju Gyromitra. Pozostałe synonimy:
- Discina leucoxantha var. fulvescens Rea 1928
- Paradiscina leucoxantha (Bres.) Benedix 1969
- Peziza leucoxantha (Bres.) Bres. 1883
- Peziza radiculata var. leucoxantha (Bres.) Quél. 1886.

Polską nazwę zarekomendowała Komisja ds. Polskiego Nazewnictwa Grzybów przy Polskim Towarzystwie Mykologicznym w 2024 r.

## Morfologia
Owocnik
Typu apotecjum. Tarczka owocnika o średnicy 4–7 cm, początkowo kulista, rozszerzająca się, a na końcu płaska, półkulista. Trzon o wysokości i grubości około 1 cm, karbowany, pełny lub pozornie częściowo pusty. Powierzchnia zewnętrzna blado żółtobrązowa lub bladożółta, gładka do pomarszczonej, często z koncentrycznie ułożonymi wypukłościami. Hymenium gładkie lub nieregularnie brodawkowane, w stanie świeżym żółtoochrowe lub jasnoochrowobrązowe, po wyschnięciu bladobrązowe do czarniawego.
Cechy mikroskopowe
Zewnętrzna warstwa ekscypulum (ectal ekscipulum) zbudowana z nitkowatych strzępek, komórka wierzchołkowa wąsko maczugowata, z licznymi, rozproszonymi strzępkami oleistymi z tłustą, refrakcyjną zawartością. Warstwa wewnętrzna (medullary excipulum) jednorodna, o grubości około 1,5 mm, o teksturze intricata, zbudowana ze szklistych, cienkościennych, często septowanych i rozgałęzionych strzępek o średnicy 5–13(–19) µm ze sporadycznie występującymi, wrzecionowatymi lub półkulistymi, nabrzmiałymi komórkami o średnicy 30 µm. Hymenium zawiera worki, askospory i parafizy. Parafizy wąsko maczugowate, o średnicy 4,5 µm, pęczniejące do 8 µm średnicy na wierzchołku, septowane i rozgałęzione 70 µm lub więcej poniżej wierzchołka; komórka wierzchołkowa z gruboziarnistą, żółtobrązową zawartością, w odczynniku Melzera bladożółtą, w KOH blaknącą do szklistej. Worki cylindryczne, zwężające się u nasady, 8-zarodnikowe, 340–450 × 20–30 µm, dojrzałe w odczynniku Melzera nieamyloidalne, niedojrzałe wybarwiają się na jasno pomarańczowożółto. Askospory elipsoidalne, szkliste, gładkie do grubo pomarszczonych, nieamyloidalne, 26–31 × 10–13 µm, bez przydatków. Wyrostki, po jednym na każdym końcu, szerokie, ścięte, zwykle centralnie wklęsłe, o długości 1,8–3,6 µm (w niektórych kolekcjach przeważnie o grubości około 1 µm i szeroko zaokrąglone) i są powiększeniami galaretowatej osłonki otaczającej zarodnik.

## Występowanie i siedlisko
Występuje w Ameryce Północnej i Europie. W Polsce po raz pierwszy jej stanowiska podali A. Kujawa i inni w 2019 r. Aktualne stanowiska podaje także internetowy atlas grzybów. Znajduje się w nim na liście gatunków zagrożonych i wartych objęcia ochroną.
Naziemny grzyb saprotroficzny.